# Hagen-Poiseuilles lag
Hagen-Poiseuilles lag, ibland kallad Poiseuilles lag, beskriver flödet av en laminärt flödande, okomprimerbar homogen vätska i cirkulärt fullgående ledningar med konstant snittyta. Denna lag gäller bara i Strömningstillstånd 1 där Reynolds tal (Re) är mindre än ca 2300.
Lagen är uppkallad efter den tyske ingenjören Gotthilf Heinrich Ludwig Hagen (1797–1884) och den franske fysikern Jean Léonard Marie Poiseuille (1797–1869) som upptäckte den oberoende av varandra. Hagen utförde sina experiment 1839, och Poiseuille formulerade och publicerade lagen 1840 respektive 1846. 
I likhet med andra strömningslagar används något olika symboler och skrivsätt inom fysik och strömningsmekanik. Hagen-Poiseuilles lag i kortform med fysikaliskt skrivsätt lyder:
{\displaystyle Q={\frac {dV}{dt}}=v\pi r^{2}={\frac {\pi r^{4}}{8\eta }}\left({\frac {-\Delta p}{\Delta x}}\right)={\frac {\pi r^{4}}{8\eta }}{\frac {|\Delta p|}{l}}}
Där: 
- V är den totala vätskevolymen i flödet
- l är den sträcka över vilken flödet uppmätts
- t är den tid under vilken flödet uppmätts
- v är flödets genomsnittliga hastighet
- η är vätskans viskositet
- r är rörets radie
- Δp är tryckskillnaden över sträckan l.

Mer fullständigt kan man istället skriva:
{\displaystyle q_{HP}={\dfrac {\pi \cdot g\cdot \rho \cdot h_{f}\cdot d^{4}}{128\cdot L\cdot \eta }}={\dfrac {\pi \cdot g\cdot I\cdot d^{4}}{128\cdot \nu }}={\dfrac {\pi \cdot g\cdot I\cdot r^{4}}{8\cdot \nu }}}
och
{\displaystyle h_{f}={\dfrac {32\cdot \nu \cdot L\cdot {\bar {v}}}{g\cdot d^{2}}}={\dfrac {32\cdot L\cdot {\bar {v}}^{2}}{Re\cdot d\cdot g}}}
där
- qHP = Flöde (m³/s)
- π = Matematisk konstant (3,14159...)
- g = Tyngdacceleration (m/s2)
- ρ = Densitet (kg/m3)
- hf = Strömningsförlust (meter vattenpelare)
- d = Ledningens innerdiameter (m)
- L = Ledningens längd (m)
- η = Dynamisk viskositet (Pa*s)
- I = Fall (-)
- ν = Kinematisk viskositet (m²/s)
- = Medelhastighet (m/s)
- Re = Reynolds tal (-)

För friktionstalet (λ), som används i Darcy-Weisbachs ekvation, gäller då följande samband:
{\displaystyle \lambda ={\dfrac {64}{Re}}}
och
{\displaystyle {\dfrac {1}{\sqrt {\lambda }}}={\dfrac {\sqrt {Re}}{8}}}
där
- λ = Friktionstal (-)
- Re = Reynolds tal (-)